# 괴산 정호 묘소
괴산 정호 묘소(槐山 鄭澔 墓所)는 충청북도 괴산군 불정면 지장리에 있는, 조선시대의 문경공(文敬公) 장암(丈巖) 정호(鄭澔,1648-1736)의 묘소이다. 2007년 9월 7일 충청북도의 기념물 제141호로 지정되었다.

## 개요
이 유적은 문경공(文敬公) 장암(丈巖) 정호(鄭澔,1648-1736)의 묘소이다.
정호는 조선중기의 문신, 학자로 자는 중순(仲淳), 호는 장암(丈巖), 본관은 연일(延日), 좌의정 정철(鄭澈)의 후손이다.
송시열(宋時烈)의 문인으로 숙종 8년(1682) 생원이 되고 1684년 정시문과(庭試文科)에 급제하여 검열(檢閱)·정언(正言)을 지냈으나 1689년에 을사환국(乙巳換局)으로 파직되어 문외출송(門外黜送)당했다가 이어서 경성(鏡城)에 유배되었다.
이후 숙종 20년(1694) 갑술옥사(甲戌獄事)로 서인이 기용될 때 재등용되었고 당쟁의 와중에 부침을 거듭하였으나 영의정에까지 올랐다. 충주의 누암서원(樓巖書院)에 배향되었고, 부조묘(不轅廟)는 충주시 가금면 창동에 있다.
봉분 앞에는 상석(床石), 묘비, 망주석(望柱石) 등이 있으나 전체규모는 그리 크지 않다.

## 같이 보기
- 정호

## 참고 문헌
- 괴산 정호 묘소 - 국가유산청 국가유산포털